# Versilia

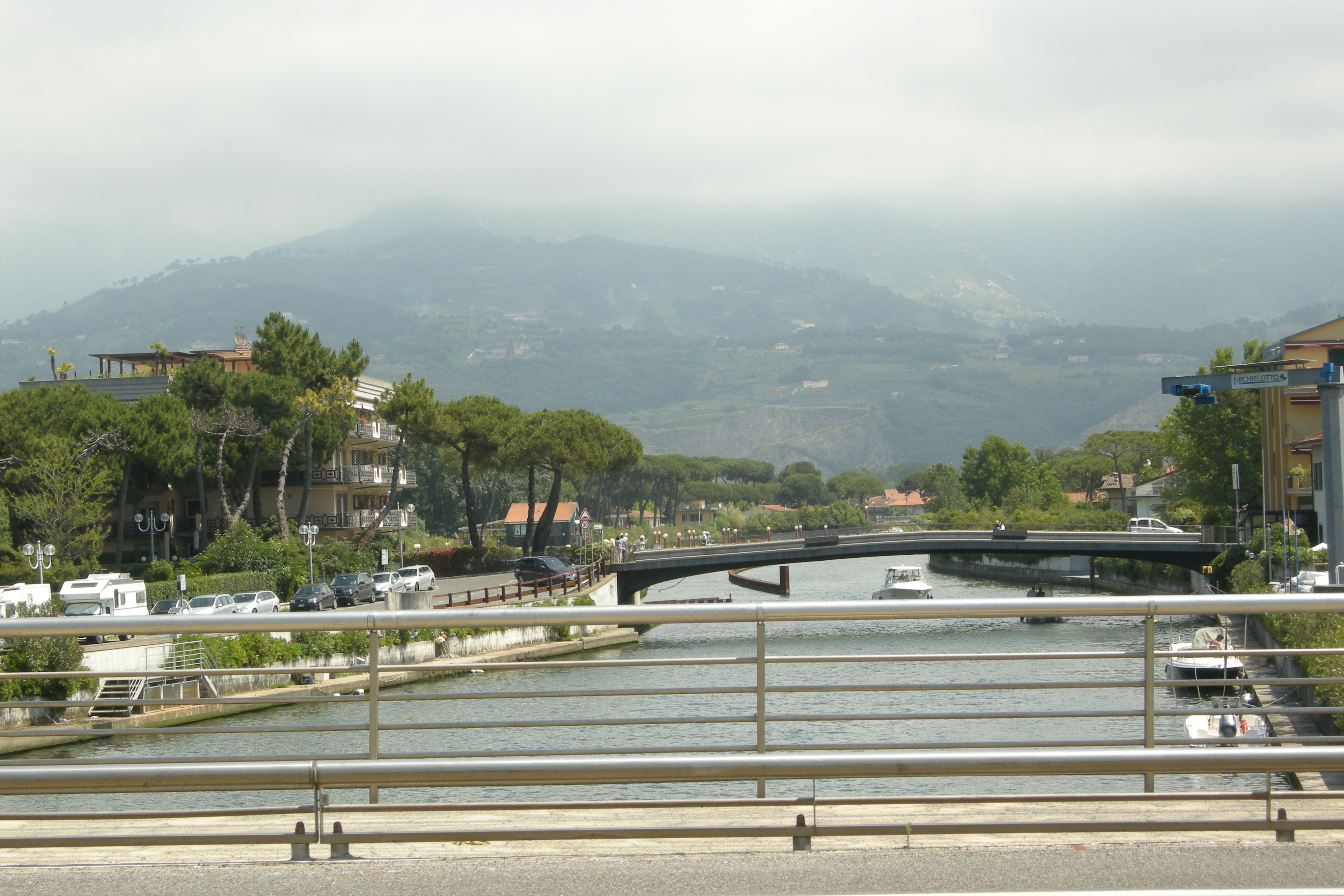
Vue de Versilia

La Versilia est une partie de la province de Lucques, dans le nord-ouest de la  Toscane en Italie.

## Histoire
L'origine du nom  remonterait à Ves(s)idia (de l'ancien germanique Wesser/Wasser = eau), qui, dans le haut Moyen Âge, aurait dérivé pour donner la forme « Versilia ».
La Versilia se compose exclusivement de quatre communes :
- Pietrasanta,
- Forte dei Marmi,
- Seravezza,
- Stazzema.

Du point de vue géographique, la Versilia s'étend du fleuve Cinquale au nord au fosso di Motrone au sud.

## Géographie
Zone balnéaire connue sous le nom simple de Versilia, elle comprend la zone côtière qui va du sud au nord, Marina di Pietrasanta (se distinguant en quatre zones :  Le Focette, Motrone, Tonfano, Fiumetto) et Forte dei Marmi.